# 春風得意樓
春風得意樓，簡稱春風樓，開設於1914年，是臺灣日治時期臺北市大稻埕著名的高級臺菜飯店，附有藝旦表演，「江山樓」、「東薈芳」、「春風樓」、「蓬萊閣」並稱為四大旗亭（有歌女陪侍的酒樓），有「江東春蓬」之稱。

## 沿革
1914年由餐飲大亨林聚光開設於臺北市永和街（今大同區民樂街），1916年2月遷至太平橫街，即太平町三丁目。1920年蔣渭水入股，大肆擴建，亦增聘福州、廈門名廚來烹飪閩菜，生意大興，後林聚光退股，1922年由蔣渭水接手，但不久之後倒閉。